# アクソン
アクソン（英：Axon Enterprise, Inc.）は、アメリカ合衆国アリゾナ州スコッツデールに存在するセキュリティ関連企業。ワイヤー針射出式スタンガンであるテイザー銃の開発企業、かつてのTASER Internationalとしても知られる。

## 概要

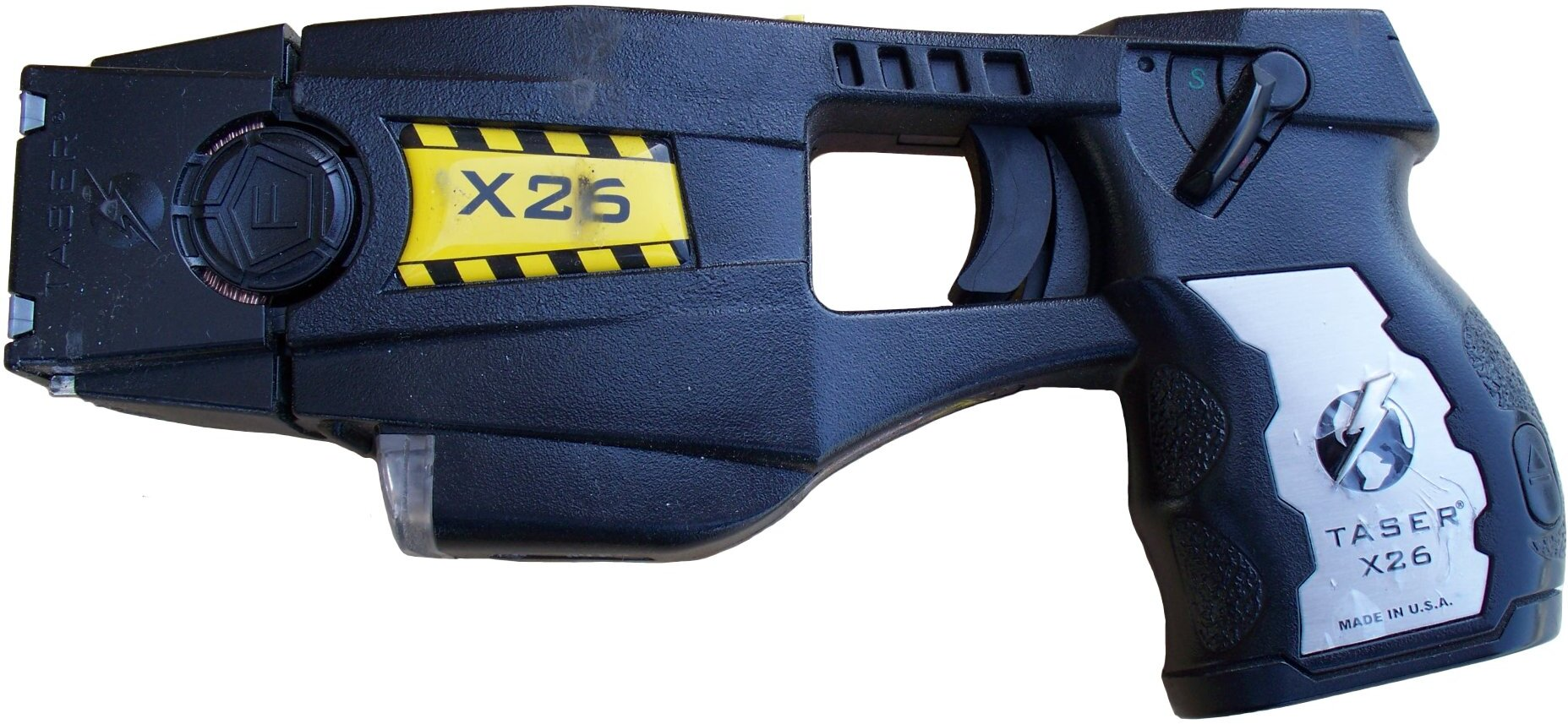
Taser X26

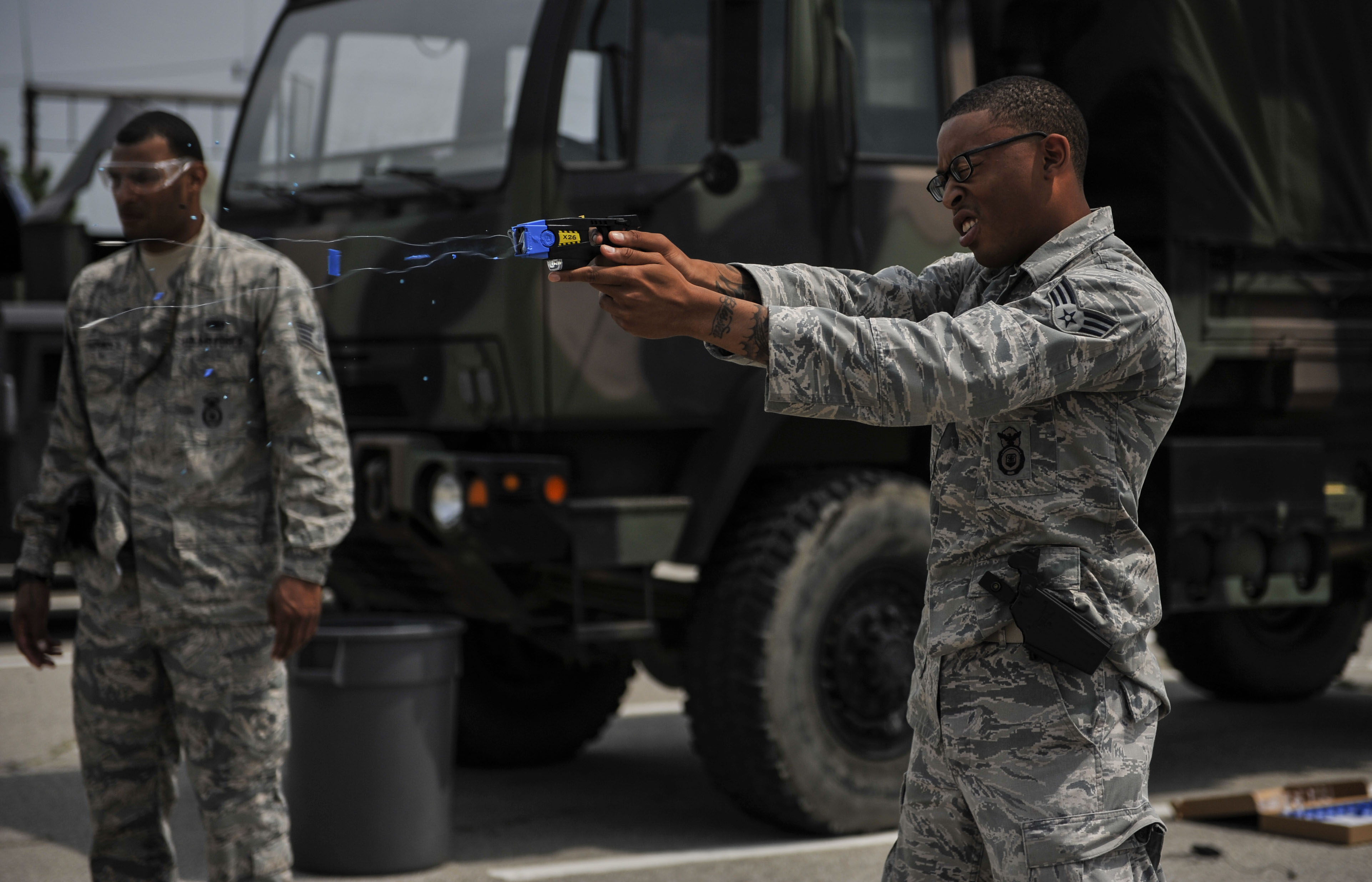
Taser X26を発射した瞬間。ワイヤーと針が射出され、個体識別用の紙片を撒き散らす。

アクソンは主に警察やFBIといった法執行機関向け装備品の開発・販売、同社製品を使用した訓練、また自社のウェアラブルカメラで撮影した動画をクラウド上で管理する業務を行う。アクソンは100以上の国にネットワークを持ち、その製品は17,000を超える法執行機関で採用されている。
また、同社のテイザー銃は、発射した２本の針に通電し電気ショックによって対象を制圧する武器として有名。後述の通り、アメリカ国内では民間向けモデルも販売されている。

## 歴史

### 創業
テイザー銃はNASAの研究者だったジャック・カバーによって、銃器を代替する非致死性兵器として1969年に開発が始まり、1974年までに Tom Swift Electric Rifle（TSER）と呼ばれるプロトタイプが完成した。これは「トム・スウィフトと電磁ライフル（Tom Swift and His Electric Rifle）」という小説にちなむ命名で、のちにTSERの発音をより容易にするために A を加えたTASER（テイザー）とした。しかし、発射薬に火薬を使用していたことから、1976年にアルコール・タバコ・火器及び爆発物取締局によって銃器に指定されてしまう。これにより販売は著しく制限を受けたうえ、ロサンゼルス市警などのごく限られた警察しか試験採用しなかったため、ジャック・カバーの設立したテイザー・システム社は倒産し、テイザートロンに社名を変更の上で売却された。

### 新生テイザーとして
1991年、リック・スミスとトム・スミスの兄弟はジャック・カバーとともにエア・テイザー社を設立し、1993年に最初の製品「model 34000」を発表した。これはテイザー・システム社の失敗を踏まえ、発射薬に火薬ではなく圧縮窒素を使用することで民間向けにも販売できたが、奇しくもテイザートロン社との熾烈な競争に直面することとなる。テイザートロン社は自社がテイザー銃を法執行機関に売却する排他的権利を有しているとして法廷闘争に発展したが、最終的にテイザートロン社の主張は退けられた。
エア・テイザーは社名をテイザー・インターナショナルへと改め、2001年には680万ドルの負債を抱えたが、警察官向けに自社製品を用いた訓練費用を負担することで市場シェアを拡大させることに成功し、2003年までに純売上高2,450万ドル、2004年には6,800万ドルに達した。
テイザー・インターナショナル社はテイザートロン社を買収し、競合他社に対しても積極的に法的措置を取った。テイザー・インターナショナル社による一連の特許権訴訟は、2014年にスティンガー・システムズとその後継であるカーボン・アームズを廃業へと追い込んだ。

### ウェアラブルカメラ事業へ

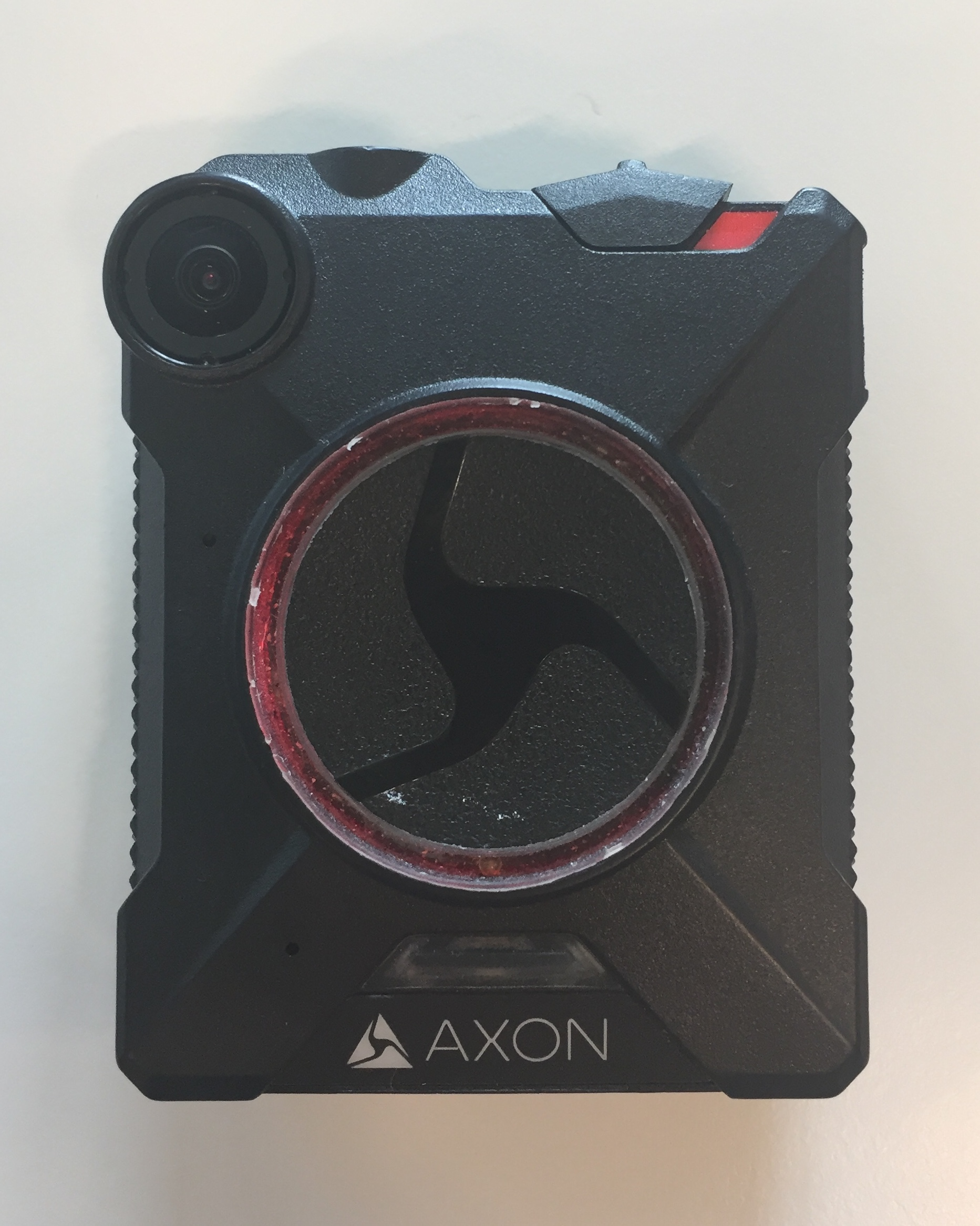
Axon Body

2000年代よりテイザー・インターナショナル社はボディカメラと呼ばれる法執行機関向け記録用ウェアラブルカメラへの参入を加速する。2005年にテイザー銃のアクセサリーの1つとして開発されたTasercamは2010年までの5年間で45,000個を売り上げた。2008年には同社初のウェアラブルカメラ、Axonを発表。2015年6月、ウェアラブルカメラとその動画データの管理・分析など、同社のウェアラブルカメラ事業を統括する新しい部署をシアトルに設立することを発表。2014年に発生したマイケル・ブラウン射殺事件以降、法執行機関向けのウェアラブルカメラ事業は急成長を続けており、2017年現在ではウェアラブルカメラ関連事業が同社における事業全体の４分の１を占め、アメリカ都市部の警察では85％のシェアを得ている。2017年4月、アクソン・エンタープライズへと社名を変更するが、テイザーの名は同社製品のブランドとして残すと発表した。2018年6月、中国の商用ドローン世界最大手DJIと法執行機関向けのドローン販売で独占的なパートナーシップを結ぶプログラム、Axon Airを発表した。

## 主な製品

### テイザー銃

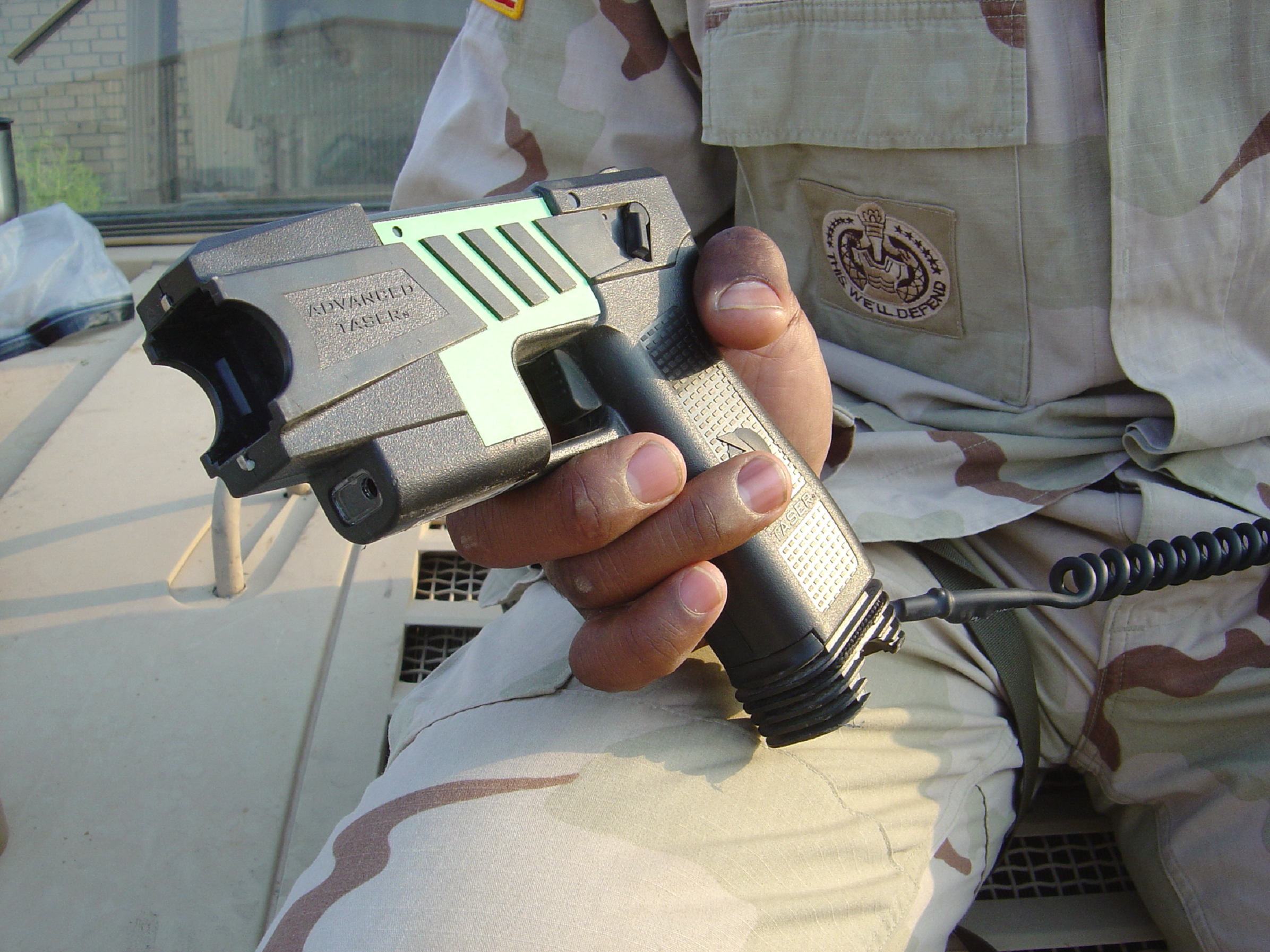
TASER M26

- TASER X26 - 法執行機関向け単発モデル
- TASER M26 - X26の軍用モデル
- TASER X2 - 法執行機関と軍用向け２連発モデル
- TASER 7 - 法執行機関と軍用向け２連発モデル
- TASER 10 - 10連発（５回分）モデル
- TASER Shockwave - 軍用・暴徒鎮圧用装備。指向性散弾の非致死性モデル
- TASER XREP - ワイヤレス式で散弾銃に装填して使用できる弾薬

- TASER Pulse - 民間向けモデル
- TASER C2 - 民間向けモデル
- TASER X26C - 民間向けモデル
- TASER Strikelight - 民間向け懐中電灯型モデル

### ウェアラブルカメラ
- Axon Body（胴体用）
- Axon Flex（目線・肩用）
- Axon Fleet（車両用）
- Axon Body 2（胴体用）
- Axon Flex 2（目線・肩用）
- Axon Fleet 2（車両用）
- Axon Body 3（胴体用）
- Axon Fleet 3（車両用）
- Axon Body 4（胴体用）
- Flex POV module （Axon Body 4に接続し、Flex化させるモジュール）

### ソフトウェア
- Evidence.com - Axonのカメラで撮影した動画を管理・共有するクラウドサービス
- Evidence Sync - Evidence.comのPC向け動画再生・アップロードアプリ
- Axon mobile apps - Evidence.comのスマホ向け動画再生・アップロードアプリ
- Axon Signal - パトカーのサイレン吹鳴など特定の動作に反応して自動的に録画するように設計された製品

## テイザー銃やウェアラブルカメラをめぐる諸問題
アメリカの非営利組織、警察行政研究会議（Police Executive Research Forum, PERF）の2009年の調査によれば、テイザー銃の使用によって警察官の受傷は76％減少した。一方で、これまでにテイザー銃が多くの死亡事故・事件を引き起こしたことから、非致死性（non-lethal）ではなく低致死性（less-lethal)と呼ばれるようになっている。また、児童虐待や拷問に用いられる懸念もあり、その安全性について議論を呼んでいる。詳細はスタンガンの項目を参照。
また、警察用のウェアラブルカメラについても動画データの解析に人工知能を活用するAxon AIを立ち上げたことは「歩く監視カメラ」であるとして、市民に対するプライバシー侵害の可能性をアメリカ自由人権協会から懸念されている。